# SG BBM Bietigheim (balonmano masculino)
El SG BBM Bietigheim es un club de balonmano alemán de la ciudad de Bietigheim-Bissingen.
En la temporada 2023-24, el español Iker Romero logró el ascenso del club a la Bundesliga, la máxima categoría del balonmano alemán.

## Plantilla 2024-25
|  | Porteros - 12 Filip Baranašić - 16 Fredrik Genz - 94 Daniel Rebmann Extremos izquierdos - 31 Alexander Pfeifer - 41 Till Hermann Extremos derechos - 19 Gonzalo Pérez Arce - 24 Jona Bader - 29 Moritz Strosack Pívots - 18 Fabian Wiederstein - 36 Jonathan Fischer | Laterales izquierdos - 03 Nikola Vlahović - 05 Julius Kühn - 10 Tom Wolf - 14 Fynn-Luca Nicolaus Centrales - 13 Juan de la Peña - 20 Paco Barthe - 28 Marvin Kix Laterales derechos - 07 Dominik Claus - 64 Maximilian Hejny |